# 班目真纪夫
班目真纪夫（日语：／ Madarame Makio，1972年2月1日—），日本男子自行车运动员。他曾代表日本参加1994年亚洲运动会自行车比赛，获得一枚铜牌。他也曾参加1992年夏季奥林匹克运动会。